# ديفيد دورفمان
ديفيد دورفمان (بالإنجليزية: David Dorfman)‏ مواليد 7 فبراير 1993 في لوس أنجلوس، هو ممثل أمريكي بدأ مسيرته الفنية سنة 1998.

## الأعمال
- آلي مكبيل (2001)
- الحلقة (2002)
- مجزرة منشار تكساس (2003)
- الخاتم 2 (2005)
- شبح هامس (2006)

## الجوائز
| السنة | الفئة                  | الجائزة | النتيجة |
| ----- | ---------------------- | ------- | ------- |
| 2005  | جائزة الفنان الصغير    |         | فوز     |
| 2009  | جائزة اختيار المراهقين |         | فوز     |

## روابط خارجية
- ديفيد دورفمان على موقع IMDb (الإنجليزية)
- ديفيد دورفمان على موقع روتن توميتوز (الإنجليزية)
- ديفيد دورفمان على موقع ألو سيني (الفرنسية)
- ديفيد دورفمان على موقع أول موفي (الإنجليزية)
- ديفيد دورفمان على موقع قاعدة بيانات الأفلام السويدية (السويدية)
- ديفيد دورفمان على موقع قاعدة بيانات الفيلم (الإنجليزية)
- ديفيد دورفمان على موقع كينوبويسك (الروسية)